# Waynesboro (Pensilvania)
Waynesboro es un borough ubicado en el condado de Franklin en el estado estadounidense de Pensilvania. En el año 2000 tenía una población de 9,614 habitantes y una densidad poblacional de 1,105.8 personas por km².

## Geografía
Waynesboro se encuentra ubicado en las coordenadas 39°45′13″N 77°34′55″O / 39.75361, -77.58194.

## Demografía
Según la Oficina del Censo en 2000 los ingresos medios por hogar en la localidad eran de $31,574 y los ingresos medios por familia eran $39,951. Los hombres tenían unos ingresos medios de $31,585 frente a los $22,466 para las mujeres. La renta per cápita para la localidad era de $17,063. Alrededor del 10.3% de la población estaba por debajo del umbral de pobreza.